# Vilhelm Ellermann
Vilhelm Ellermann (født 28. december 1871 i København, død 24. september 1924 i København) var en dansk fodboldspiller, læge, dr.med. og professor.
Ellermann var på Akademisk Boldklubs hold som vandt datidens vigtigste danske turnering Fodboldturneringen 1893-94, 1894-95 og 1895-96, hvor han også var turneringens topscorer.
Ellermann var retsmediciner og patolog og blev prosektor på Bispebjerg Hospital i 1913 og professor i retsmedicin ved Københavns Universitet fra 1914. Ellermans hovedfokus var på blodforskning. I arbejdet Experimentel Leukæmi hos Høns (1908) Som de skrev gjorde med og veterinær Oluf Bang anså han sig i stand til at vise, at sygdommen var overførbar og skyldtes en ultravisibel, filtrerbar virus. De opdagede således det første kræftvirus. I et senere arbejde Undersøgelser over den perniciøse Anæmis Histologi bidrog han med vigtige bidrag til viden om arten af knoglemarvsceller. Ellermann udviklede også forbedrede metoder til påvisning af tuberkelbasiller i hoste og til tælling af blodlegemer.